# Historia de mi vida
La Historia de mi vida (en francés Histoire de ma vie), más conocida con el título común de Memorias de Casanova, es la autobiografía y libro más extenso escrito por el libertino, aventurero y viajero veneciano Giacomo Casanova.

## Edición
Escritas en francés entre 1789 y 1798, con el título original Histoire de Jacques Casanova de Seingalt, vénitien, écrite par lui-même à Dux, en Bohême, se publicaron póstumamente a partir de 1822, en versiones zarandeadas: reescritas, retraducidas y censuradas. En 1834, la obra se incluyó en el Índice de libros prohibidos, con todas las obras de Casanova.
Una edición fiel al manuscrito original (salvo cuatro capítulos entonces perdidos), conocida como edición Brockhaus-Plon, fue publicada entre 1960 y 1962 con el título Histoire de ma vie del autor Jacques Casanova de Seingalt, Vénitien.
En 2010, la Biblioteca Nacional de Francia compró el manuscrito original por 7 millones de euros a un familiar del editor Friedrich Arnold Brockhaus, conservándolo en Paris y haciéndolo accesible en su biblioteca digital Gallica.
La edición española de Mauro Armiño en Ediciones Atalanta, fiel al original, ha sido Premio Nacional a la mejor traducción 2010.

## Sinopsis
Las Mémoires de Casanova constituyen el cuadro más completo y detallado de las costumbres de la sociedad del siglo XVIII. Pero están incompletas, ya que el autor se detuvo en los hechos acontecidos el 14 de septiembre de 1774. Narran de forma realista sus viajes, aventuras y conquistas por toda Europa: Italia, Francia, Alemania, Austria, Chequia, Polonia, Rusia, Inglaterra, España, con un tono entre ligero, irónico y desvergonzado.
Escrito en francés, en sus años de declive, cuando Giacomo Casanova (1725-1798) era bibliotecario del castillo del conde Waldstein en Bohemia, el manuscrito de sus memorias fue vendido en 1820 al editor alemán Brockhaus. Éste encargó su edición a Jean Laforgue, quien además de corregir el estilo, plagado de italianismos, compendió el texto, que era extensísimo, y lo adaptó al gusto prerromántico de la época, censurando pasajes que consideraba subidos de tono. No fue hasta 1960 cuando la editorial Brockhaus, en colaboración con la francesa Plon, decidió desempolvar el manuscrito original para publicarlo finalmente de forma fiel y completa. La edición española se corresponde a la edición definitiva Brockhaus-Plon.

## Edición en español
- Casanova, Giacomo (2009, 2020). Historia de mi vida. Primera edición en España de la versión completa y anotada. Dos tomos (estuche). Cartoné. 3.648 páginas. Prólogo Félix de Azúa. Traducción y notas Mauro Armiño. Premio Nacional a la mejor traducción 2010. Colección Memoria Mundi. Vilaür: Ediciones Atalanta. ISBN 978-84-9396357-6.

1. Tomo I (segunda edición). 2020. ISBN 978-84-937247-2-6.
2. Tomo II (segunda edición). 2020. ISBN 978-84-937247-3-3.

- Datos: Q649013
- Multimedia: Histoire de ma vie / Q649013